# Bright Eyes (Rondé)
"Bright Eyes" is een nummer van de Nederlandse band Rondé. Het verscheen op hun ep Break My Heart uit 2023. Op 23 september 2022 werd het uitgebracht als de derde single van de ep.

## Achtergrond
"Bright Eyes" is geschreven door bandleden Armel Paap, Cas Oomen, Rikki Borgelt en Sharon Zarr in samenwerking met Sasha Rangas, Stefan van Leijsen en geproduceerd door de band en The Companions, het producersduo bestaande uit Rangas en Van Leijsen. Volgens zangeres Borgelt is het een autobiografisch nummer. In een interview dat werd uitgezonden op NPO Radio 2 vertelde zij hierover: "Ik voel me heel fijn en ik zit goed in m'n vel. Ik heb vooral ook gewoon heel erg geaccepteerd dat het leven loopt zoals het leven loopt. Dus ik heb gewoon tot nu toe mijn leven geleefd en ik heb keuzes gemaakt. En ik kan wel de hele tijd terugkijken. Maar ik heb zoiets van: 'Ik ben gewoon hier, ik kijk gewoon naar de toekomst en ik ben heel erg hoopvol voor alles'."
"Bright Eyes" gaat over het niet meer achterom hoeven en willen kijken. De band vertelde hierover: "Je hebt geleerd van het verleden, keuzes gemaakt om te komen waar je nu bent en bent blij met wie je nu bent. Je keert niet meer terug naar hoe het was en kijkt met een heldere blik vooruit."
In een interview met het tijdschrift LINDA. vertelde Borgelt dat "Bright Eyes" een vervolg is op de vorige twee singles van Rondé: "Eigenlijk zou je dat nummer kunnen zien als onderdeel van een drieluik. Eerst komt 'Hard to Say Goodbye', wat gaat over afscheid nemen van iemand en voor jezelf kiezen. Dan komt 'Love Myself', wat over jezelf omarmen gaat. En 'Bright Eyes' staat voor niet meer naar in verleden leven en met een hoopvolle blik naar de toekomst kijken. Dat gaat over waar ik nu sta als persoon."
"Bright Eyes" werd een hit in Nederland; zo werd het door NPO 3FM uitgeroepen tot 3FM Megahit. De single bereikte de negende plaats in de Nederlandse Top 40 en kwam tot plaats 38 in de Single Top 100.

## Hitnoteringen

### Nederlandse Top 40
| Hitnotering: 08-10-2022 t/m 01-04-2023 | Hitnotering: 08-10-2022 t/m 01-04-2023 | Hitnotering: 08-10-2022 t/m 01-04-2023 | Hitnotering: 08-10-2022 t/m 01-04-2023 | Hitnotering: 08-10-2022 t/m 01-04-2023 | Hitnotering: 08-10-2022 t/m 01-04-2023 | Hitnotering: 08-10-2022 t/m 01-04-2023 | Hitnotering: 08-10-2022 t/m 01-04-2023 | Hitnotering: 08-10-2022 t/m 01-04-2023 | Hitnotering: 08-10-2022 t/m 01-04-2023 | Hitnotering: 08-10-2022 t/m 01-04-2023 | Hitnotering: 08-10-2022 t/m 01-04-2023 | Hitnotering: 08-10-2022 t/m 01-04-2023 | Hitnotering: 08-10-2022 t/m 01-04-2023 | Hitnotering: 08-10-2022 t/m 01-04-2023 |
| Week                                   | 1                                      | 2                                      | 3                                      | 4                                      | 5                                      | 6                                      | 7                                      | 8                                      | 9                                      | 10                                     | 11                                     | 12                                     | 13                                     | 14                                     |
| -------------------------------------- | -------------------------------------- | -------------------------------------- | -------------------------------------- | -------------------------------------- | -------------------------------------- | -------------------------------------- | -------------------------------------- | -------------------------------------- | -------------------------------------- | -------------------------------------- | -------------------------------------- | -------------------------------------- | -------------------------------------- | -------------------------------------- |
| Nummer                                 | 38                                     | 33                                     | 30                                     | 27                                     | 19                                     | 19                                     | 16                                     | 12                                     | 11                                     | 10                                     | 9                                      | 10                                     | 11                                     | 12                                     |
| Week                                   | 15                                     | 16                                     | 17                                     | 18                                     | 19                                     | 20                                     | 21                                     | 22                                     | 23                                     | 24                                     | 25                                     | 26                                     |                                        |                                        |
| Nummer                                 | 13                                     | 14                                     | 16                                     | 17                                     | 17                                     | 20                                     | 23                                     | 24                                     | 24                                     | 28                                     | 33                                     | 39                                     | uit                                    |                                        |

### Single Top 100
| Hitnotering: 22-10-2022 t/m 15-04-2023 | Hitnotering: 22-10-2022 t/m 15-04-2023 | Hitnotering: 22-10-2022 t/m 15-04-2023 | Hitnotering: 22-10-2022 t/m 15-04-2023 | Hitnotering: 22-10-2022 t/m 15-04-2023 | Hitnotering: 22-10-2022 t/m 15-04-2023 | Hitnotering: 22-10-2022 t/m 15-04-2023 | Hitnotering: 22-10-2022 t/m 15-04-2023 | Hitnotering: 22-10-2022 t/m 15-04-2023 | Hitnotering: 22-10-2022 t/m 15-04-2023 | Hitnotering: 22-10-2022 t/m 15-04-2023 | Hitnotering: 22-10-2022 t/m 15-04-2023 | Hitnotering: 22-10-2022 t/m 15-04-2023 | Hitnotering: 22-10-2022 t/m 15-04-2023 | Hitnotering: 22-10-2022 t/m 15-04-2023 |
| Week                                   | 1                                      | 2                                      | 3                                      | 4                                      | 5                                      | 6                                      | 7                                      | 8                                      | 9                                      | 10                                     | 11                                     | 12                                     | 13                                     | 14                                     |
| -------------------------------------- | -------------------------------------- | -------------------------------------- | -------------------------------------- | -------------------------------------- | -------------------------------------- | -------------------------------------- | -------------------------------------- | -------------------------------------- | -------------------------------------- | -------------------------------------- | -------------------------------------- | -------------------------------------- | -------------------------------------- | -------------------------------------- |
| Nummer                                 | 81                                     | 59                                     | 61                                     | 52                                     | 45                                     | 49                                     | 45                                     | 70                                     | 71                                     | 72                                     | 93                                     | 38                                     | 40                                     | 43                                     |
| Week                                   | 15                                     | 16                                     | 17                                     | 18                                     | 19                                     | 20                                     | 21                                     | 22                                     | 23                                     | 24                                     | 25                                     | 26                                     |                                        |                                        |
| Nummer                                 | 44                                     | 47                                     | 46                                     | 49                                     | 53                                     | 56                                     | 57                                     | 60                                     | 68                                     | 71                                     | 67                                     | 83                                     | uit                                    |                                        |

### NPO Radio 2 Top 2000
| Nummer met noteringen in de NPO Radio 2 Top 2000 | '23  | '24  |
| ------------------------------------------------ | ---- | ---- |
| Bright Eyes                                      | 1866 | 1787 |

1. ↑  Een vetgedrukt getal geeft de hoogste notering aan.
2. ↑  2023 was het eerste jaar met een notering voor dit nummer.